# Megaselia fimbriata
Megaselia fimbriata är en tvåvingeart som beskrevs av Borgmeier 1962. Megaselia fimbriata ingår i släktet Megaselia och familjen puckelflugor. Inga underarter finns listade i Catalogue of Life.